# Walter Stephen Judd
Walter Stephen Judd ( 1951 - ) es un botánico estadounidense; es profesor de botánica, y curador de plantas vasculares en el Herbario de la Universidad de Florida.
En 1973, obtuvo su B.Sc. con alto honor, de la Michigan State University. Y su M.Sc. en la misma Universidad, en 1974, con la tesis: The systematics of Lyonia (Ericaceae) in North America, y au Ph.D. en Harvard University, en 1978, con su disertación: A monograph of Lyonia (Ericaceae).

## Algunas publicaciones

### Libros
- g.m. Ionta, w.s. Judd, n.h. Williams, w.m. Whitten.. 2007. Phylogenetic relationships in Rhexia (Melastomataceae): evidence from DNA sequence data and morphology. Int. J. Plant Sci. 168: 1055-1066
- p.d. Cantino, j.a. Doyle, s.w. Graham, w.s. Judd, r.g. Olmstead, d.e. Soltis, p.s. Soltis, m.j. Donoghue.. 2007. Towards a phylogenetic nomenclature of Tracheophyta. Taxon 56: 822-846. [Published simultaneously is a much longer on-line version of this paper, available at the Taxon website; the electronic version has a citation similar to the above, except the pages are E1-E44.]
- w.s. Judd, d.e. Soltis, p.s. Soltis, g.m. Ionta.. 2007. Tolmiea diplomenziesii: a new species from the Pacific Northwest and the diploid sister taxon of the autotetraploid T. menziesii (Saxifragaceae). Brittonia 59: 217-225
- w.b. Zomlefer, d.e. Giannasi, w.s. Judd.. 2008. A floristic survey of National Park Service areas of Timucuan ecological and historic preserve (including Fort Caroline National Memorial), Duval County, Florida. J. Bot. Res. Inst. Texas. 1: 1157-1178
- w.b. Zomlefer, w.s. Judd.. 2008. Two new species of Schoenocaulon (Liliales: Melanthiaceae) from Mexico supported by ITS sequence data. Systematic Botany 33: 117-124
- w.s. Judd.. 2008. Noteworthy Collections: Dominican Republic. Duranta arida Britt. & Wils. Subsp. serpentina Sanders & Judd (Verbenaceae). Castanea 73: 40-41
- e.r. Bécquer Granados, k.m. Neubig, w.s. Judd, f. Michelangeli, j.r. Abbott, d.s. Penneys.. 2008. Preliminary molecular phylogenetic studies in Pachyanthus (Miconieae, Melastomataceae). Bot. Rev. 74: 37-52.
- f.a. Michelangeli, w.s. Judd, d.s. Penneys, j.d. Skean, jr., e.r. Becquer, r. Goldenberg, c.v. Martin.. 2008. Multiple events of dispersal and radiation of the tribe Miconieae (Melastomataceae) in the Caribbean. Bot. Rev. 74: 53-77
- j.l. Reveal, r. Olmstead, w.s. Judd.. 2008. (1812-1813) Proposal to conserve the name Veronicaceae, and to conserve it against Plantaginaceae, a “superconservation” proposal. Taxon 57: 643-644
- w.s. Judd, g.m. Ionta, t. Clase, j.d. Skean, jr.. 2008. Tetrazygia paralongicollis (Miconieae, Melastomataceae), a new species from the Sierra de Baoruco and Sierra Martin Garcia, Dominican Republic. J. Bot. Res. Inst. Texas. 2: 35-40
- --------------, j.d. Skean, jr., d.s. Penneys, Fabián a. Michelangeli. 2008. A new species of Henriettea (Melastomataceae) from the Sierra de Baoruco, the Dominican Republic. Brittonia 60: 217-227
- --------------, j.d. Skean, jr., t. Clase, g.m. Ionta. 2008. Taxonomic studies in the Miconieae (Melastomataceae). IX. Calycogonium formonense, a new species from the Massif de la Hotte, Haiti. Brittonia 60: 265-270.
- r. Goldenberg, d.s. Penneys, f. Almeda, w.s. Judd, f.a. Michelangeli.. 2008. Phylogeny of Miconia (Melastomataceae): patterns of stamen diversification in a megadiverse Neotropical genus. International J. of Plant Sci. 169: 963-979
- k. Waselkov, w.s. Judd.. 2008. A phylogenetic analysis of Leucothoe s.l. (Ericaceae; tribe Gaultherieae) based on phenotypic characters. Brittonia 60: 382-397
- w.s. Judd, j.r. Abbott, a. Morris. 2008. Illicium guajaibonense, elevated to species rank and compared with the subspecies of Illicium cubense (Illiciaceae). J. of the Botanical Research Institute of Texas 2: 799-806
- --------------. 2008. Chromosome number of Clethra alexandri Griseb. (Clethraceae). Castanea 73: 27-28
- k.a. Kron, w.s. Judd, a.a. Anderberg. 2008. Validation of Kalmia buxifolia (Bergius) Gift & Kron and Kalmia procumbens (L.) Gift & Kron. Nordic J. Bot. 26: 47-48

## Honores

### Galardones
- Galardón The Jesse M. Greenman (dado por la "Alumni Association of the Missouri Botanical Garden a la mejor tesis en Sistemática Vegetal publicada durante el previo año, 1982"); A monograph of Lyonia (Ericaceae)[1]
- Galardón de Excelencia en Instrucción Pregraduado, 1988-89, en el College of Liberal Arts and Sciences, University of Florida
- Galardón Windler Award, 1991; dado a la mejor comunicación en taxonomía vegetal publicado en Castanea durante el año anterior; art.: Vascular Flora of the Southern Upland Property of Paynes Prairie State Preserve, Alachua County, Florida. Castanea 55(3): 142-186. 1990, por M. C. Easley & W. S. Judd
- Invitado al Seminario, Tryon Lecture Series, Departamento de Biología, Instituto de Sistemática Botánica, Universidad del Sur de Florida. Septiembre de 1991. "Temperate/tropical angiosperm family pairs -or- Do temperate families exist? Workshop en principios y métodos de la sistemática filogenética
- Galardón del Programa de Teaching Improvement, Colegio de Liberal Arts & Sciences, Universidad de Florida, 1993, 1996
- Galardón de Excelencia en Undergraduate Instruction/Teacher of the Year Award, 1988-89, 1996-97, 2004-05 en el Colegio de Liberal Arts & Sciences, University of Florida
- Galardón de Excelencia Profesional, University of Florida, 1998
- Galardón de “Salary Pay Plan for Senior Faculty” , 2001, 2008
- Galardón del Profesor O’Neill Term (dado por la facultad excepcional que se destacan tanto en becas y la enseñanza), 2001-02 Engler Medal en 1999 (galardonado en agosto de 2001, por publicación de Plant Systematics: A Phylogenetic Approach, que fue examinado por la Asociación Internacional de Taxonomía de Plantas de ser el mejor libro)
- Galardón de M. L. Fernald de 2004 (por publicar el art.: Taxonomic studies in the Miconieae (Melastomataceae). VIII. A revision of the species of the Miconia desportesii complex on Hispaniola. Con D. S. Penneys como segundo autor. Juzgado de ser el mejor artículo publicado en Rhodora durante ese año)
- Galardón de profesorado de la Fundación de Estudios de la Universidad de Florida (UFRF), 2007-2009; galardón por “reconocer la facultad que tienen establecido un récord distinguido de la investigación y la beca que se espera que conduzca a continuar estudios en su campo”
- Galardón Publicación de Grady L. Webster para 2008 (por la American Society of Plant Taxonomists, por publicar el art.: “Revision of Miconia sect. Chaenopleura (Miconieae, Melastomataceae) en las Antillas Grandes” en Systematic Botany Monographs)
- Promovido al rango de Profesor Distinguido, Universidad de Florida, 2009

### Membresías
- American Bryological & Lichenological Society
- American Society of Plant Taxonomists (miembro del Concejo, 1988-1991; secretario, Comité de Honores, 1988-1989; miembro, Comité de Honor, 1989-1990; Presidente electo, 1999-2000, Presidente, 2000-2001, Postpresidente, 2001-2002; Miembro del Comité, 2003-2008
- Botanical Society of America (Comité, 1990-1991)
- Fairchild Tropical Garden
- International Association for Plant Taxonomy
- Michigan Botanical Club
- New England Botanical Club
- Phi Beta Kappa
- Sigma Xi
- Society of Systematic Biologists (Associate Editor, 1993-1995)
- Southern Appalachian Botanical Club
- Miembro de la Sociedad Linneana de Londres

### Epónimos
- (Aloaceae) Aloe juddii van Jaarsv.[2]
- (Melastomataceae) Mecranium juddii Skean[3]
- (Melastomataceae) Mecranium juddii Skean[4]
- (Rosaceae) Cerasus × juddii (E.S.Anderson) H.Ohba[5]

- La abreviatura «Judd» se emplea para indicar a Walter Stephen Judd como autoridad en la descripción y clasificación científica de los vegetales.[6]